# Virunga (film)
Pour les articles homonymes, voir Virunga.
Pour plus de détails, voir Fiche technique et Distribution.
Virunga est un film documentaire britannique produit par Leonardo DiCaprio, réalisé par Orlando von Einsiedel et sorti en 2014. 
Il a été récompensé dans de nombreux festivals.

## Synopsis
Le tournage commence en 2012 lorsque von Einsiedel et son équipe se rendent au Parc national des Virunga en RDC pour filmer les progrès effectués par les autorités pour la protection des espèces et le développement du tourisme dans la région. Malheureusement, trois semaines après leur arrivée, en avril 2012, le groupe de rebelles M23 commence à fomenter des troubles et la situation devient de plus en plus tendue, faisant craindre le pire pour les gardiens du Parc et la population des derniers gorilles des montagnes qui y ont trouvé refuge. La caméra couvre le début du conflit et suit en particulier quatre personnes : André Bauma, qui s'occupe des gorilles ; Rodrigue Mugaruka Katembo, chef des gardiens ; Mélanie Gouby, journaliste d'investigation ; et Emmanuel de Merode, directeur du Parc. La situation se dégrade et la population locale doit s'enfuir.
Le film tente d'éclaircir le rôle joué par la compagnie pétrolière britannique Soco International, qui avait entrepris des forages à la recherche de gisements de pétrole sous le Lac Édouard, qui fait partie du Parc, au mépris de la charte protégeant l'intégrité d'un site inscrit au Patrimoine mondial de l'humanité. Une séquence en caméra cachée montre ainsi un représentant de Soco offrant une grosse somme d'argent à des gardiens du Parc. Des révélations subséquentes confirment la tentative de corruption.

## Sortie du film et suites
Virunga sort en première mondiale à New York le 17 avril 2014, au Tribeca Film Festival, deux jours après que le directeur du Parc, Emmanuel de Merode, avait été gravement blessé par balles par des tireurs non identifiés sur la route de Goma à Rumangabo, alors qu'il venait de remettre un rapport au Procureur de la République sur les activités illégales de Soco. Mise en cause par le WWF pour non-respect du statut de la zone, Soco a démenti les accusations.
En juin 2014, Soco International s'est engagée à « ne pas reprendre ses opérations à moins que l'Unesco et le gouvernement de la RDC ne reconnaissent que son activité n'est pas incompatible avec le statut du Parc des Virunga. »
Le 13 mars 2015, la BBC rapporte que la RDC pourrait redessiner les limites du Parc des Virunga pour permettre l'exploration pétrolière. Le 4 novembre 2015, Soco déclare ne plus avoir de parts dans la licence d'exploration à l'intérieur du parc.
En 2019, Soco International change son nom en Pharos Energy.

## Réception et prix

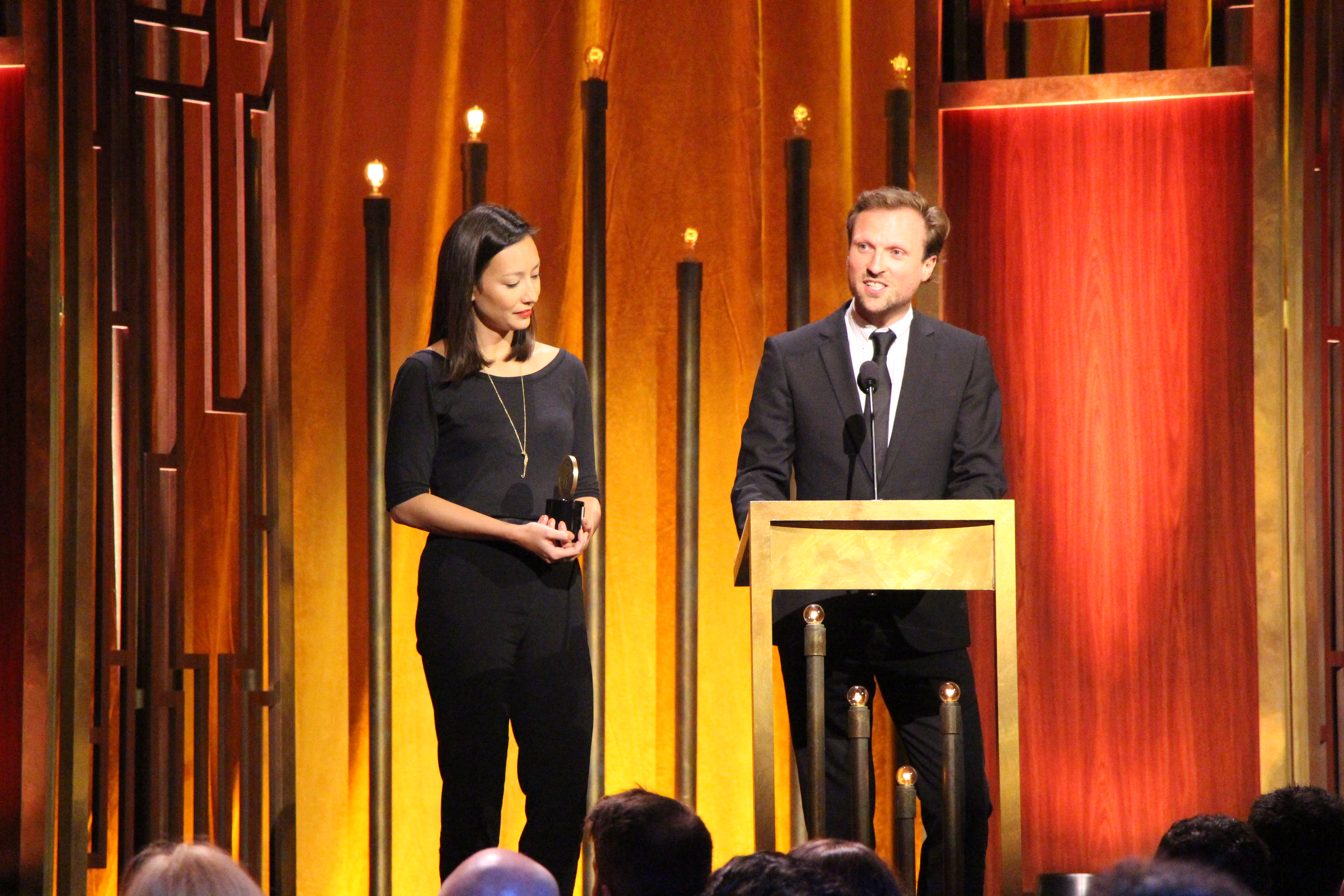
Joanna Natasegara et Orlando von Einsiedel aux Peabody Awards 2014

Le film a été unanimement plébiscité par la critique et nommé pour le prix du meilleur documentaire au Tribeca Film Festival. Il obtient un score de 100% sur Rotten Tomatoes et est un des films les mieux cotés sur le site métacritique. La critique du New York Times le qualifie d'extraordinairement poignant.
Il a reçu de nombreux prix, notamment:
- 2015 : Nommé lors de la 87e cérémonie des Oscars
- 2015 : Primé aux Primetime Emmy Awards[14]
- 2014 : Meilleur documentaire au Festival du film d'Abu Dhabi[15]
- Prix du International Emerging Filmmaker au Hot Docs de Toronto
- Primé au Peabody Awards en 2014
- Prix du meilleur documentaire au DOXA Documentary Festival de Vancouver
- Nommé au Festival international du film de Melbourne
- Nommé lors de la 19e cérémonie des Satellite Awards

## Fiche technique
- Réalisation : Orlando von Einsiedel
- Image : Franklin Dow
- Musique : Patrick Jonsson
- Durée : 100 minutes
- Production : Violet Films
- Distribution : Netflix
- Dates de sortie : 
  - États-Unis : 7 novembre 2014